# Henry Irving
Henry Irving (vlastním jménem John Henry Brodribb; 6. února 1838 – 13. října 1905) byl anglický divadelní herec a ředitel divadla. Ve svém divadle Lyceum Theatre v londýnském West Endu sebe a svou divadelní společnost etabloval jako vůdčí představitele anglického klasického divadla. V roce 1895 se stal prvním hercem, který byl pasován na rytíře (titul Sir), což znamenalo plné přijetí do vyšších kruhů britské společnosti. Irving je považován za jednu z inspirací postavy hraběte Drákuly, titulní postavy románu Drákula z roku 1897, jehož autor Bram Stoker byl obchodním ředitelem Irvingova divadla.